# 恩里科·費米獎
恩里科·費米獎（Enrico Fermi Award），是美國政府機構原子能委員會頒發的一項國際獎，於1954年設立，費米去世前成為首位獲獎者，獎金為32萬5千美元。恩里科·費米獎每年頒發一次，用來獎勵在核物理有高度成就的傑出人士，候選人由美國全國科學院院士、各科學技術學會的官員投票選出。恩里科·費米獎不授予單一成果，而是以候選人終生的成就做為評價標準，予以獎勵，算是一種終身貢獻獎。

## 歷屆獲獎名單
- 2023 – 达琳·C·霍夫曼
- 2023 – 加博尔·绍莫尔尧伊
- 2014 – 克勞迪奧·佩萊格里尼（英语：Claudio Pellegrini）
- 2014 – 查爾斯·V·尚克（英语：Charles V. Shank）
- 2013 – 安德魯·塞斯勒（英语：Andrew Sessler）
- 2013 – 艾倫·J·巴德
- 2012 – 沃爾特·E·馬塞（英语：Walter E. Massey）
- 2010 – 米尔德里德·德雷斯尔豪斯
- 2010 – 伯頓·里克特
- 2009 – 约翰·B·古迪纳夫
- 2009 -  西格弗里德·赫克爾（英语：Siegfried Hecker）
- 2005 – 阿圖·H·羅森費爾德（英语：Arthur H. Rosenfeld）
- 2003 – 約翰·貝寇
- 2003 – 雷蒙德·戴维斯
- 2003 – 西摩萨克（英语：Seymour Sack）
- 2000 – 謝爾登·達茲（英语：Sheldon Datz）
- 2000 – 西德尼·德雷爾
- 2000 – 赫爾伯特·耶克（英语：Herbert F. York）
- 1998 – 莫里斯·高哈伯（英语：Maurice Goldhaber）
- 1998 – 麥可·愛德華·費爾普斯
- 1996 – 莫蒂默·M·艾爾金德（英语：Mortimer M. Elkind）
- 1996 - H.羅德尼·威瑟斯（英语：H. Rodney Withers）
- 1996 – 理查德·加溫（英语：Richard L. Garwin）
- 1995 – 雨果·法諾（英语：Ugo Fano）
- 1995 – 馬丁·凱曼（英语：Martin D. Kamen）
- 1993 – 連恩·羅素
- 1993 – 弗里曼·戴森
- 1992 – 哈羅德·布朗 (國防部長)
- 1992 – 小約翰·S·福斯特（英语：John S. Foster）
- 1992 – 利昂·萊德曼
- 1990 – 喬治·考恩（英语：George A. Cowan）
- 1990 – 羅布利·D·伊凡斯（英语：Robley D. Evans）
- 1988 – 理查德·伯頓·塞洛（英语：Richard B. Setlow）
- 1988 – 維克托·魏斯科普夫
- 1987 – 路易斯·沃爾特·阿爾瓦雷茨
- 1987 – 傑拉德·F·泰普（英语：Gerald F. Tape）
- 1986 – 恩尼斯特·科朗特（英语：Ernest Courant）
- 1986 – 史坦利·李文斯敦（英语：M. Stanley Livingston）
- 1985 – 諾曼·拉斯穆森（英语：Norman Rasmussen）
- 1985 – 马歇尔·罗森布卢特
- 1984 – 罗伯特·赖斯本·威尔逊
- 1985 – 喬治·房德里耶斯（英语：George Vendryes）
- 1983 – 亞歷山大·霍蘭德（英语：Alexander Hollaender）
- 1983 – 約翰·H·勞倫斯（英语：John H. Lawrence）
- 1982 – 賀伯特·安德森（英语：Herbert L. Anderson）
- 1982 – 塞斯·內德梅耶
- 1981 – 班內特·路易斯（英语：W. Bennett Lewis）
- 1980 – 鲁道夫·佩尔斯
- 1980 – 阿爾文·溫伯格
- 1978 – 沃爾夫岡·潘諾夫斯基
- 1978 –哈羅德·M·阿格紐（英语：Harold M. Agnew）
- 1976 –威廉·L·羅素（英语：William L. Russell）
- 1972 – 曼森·貝內迪克特（英语：Manson Benedict）
- 1971 – 雪爾茲·瓦倫（英语：Shields Warren）
- 1971 – 史丹佛·瓦倫
- 1970 – 诺里斯·布拉德伯里
- 1969 –  沃爾特·津恩（英语：Walter H. Zinn）
- 1968 – 約翰·惠勒，黑洞一詞的提出者。
- 1966 – 奧托·哈恩
- 1966 – 莉澤·邁特納
- 1966 – 弗里茨·施特拉斯曼
- 1964 – 海曼·里科弗，核動力海軍之父。
- 1963 – 罗伯特·奥本海默，曼哈頓計劃領導人。
- 1962 – 艾德華·泰勒，氫彈之父。
- 1961 – 漢斯·貝特
- 1959 – 格倫·西奧多·西博格
- 1958 – 尤金·維格納
- 1957 – 歐內斯特·勞倫斯
- 1956 – 约翰·冯·诺伊曼，電腦之父。